# Matilde de França
Matilde de França (em francês: Mathilde de France; 943 - 26 ou 27 de janeiro de 981/82), foi rainha consorte da Borgonha como esposa de Conrado I da Borgonha. Era a filha do rei Luís IV de França e de Gerberga da Saxônia.

## Família
Seus avós paternos eram o rei Carlos, o Simples e a princesa anglo-saxã, Edgiva de Wessex. Já seus avós maternos eram Henrique I da Germânia e a santa Matilde de Ringelheim.
Sua mãe foi casada duas vezes, sendo que um dos irmãos integrais de Matilde era o rei da Frância, Lotário.

## Casamento
Matilde se casou com o rei Conrado em 964, como sua segunda esposa. Ela era filho do rei da Borgonha e Itália, Rodolfo II e de Berta da Suábia. O seu objetivo ao se casar com ela era fortalecer sua posição no sudeste da França. Como dote, seu marido recebeu os condados de Lyon e de Vienne.
Seus filhos foram:
- Matilde, pode ter sido casada com Hugo, Graf de Dagsburg e Egisheim. Tiveram dois filhos: Henrique, sucessor do pai e Gerberga, abadessa de Hesse. Talvez seu marido tenha sido um nobre de Genebra de nome desconhecido, com quem teve uma filha, Berta;
- Berta da Borgonha (964/965 - 1010), casada primeiramente com o conde Odão I de Blois, e posteriormente se tornou rainha dos Francos como consorte de Roberto II de França. Não teve filhos;
- Gerberga da Borgonha (morta em 7 de julho de 1018), foi esposa de Hermano, Graf de Werl, com quem teve filhos. Depois se casou com o duque Hermano II da Suábia, deixando descendência;
- Rodolfo III da Borgonha (morto em 5 ou 6 de setembro de 1032), rei da Borgonha após o pai. Foi casado com Ageltruda de Cápua e depois com Emengarda, viúva do conde Robaldo II da Provença. O casal não teve filhos.